# Ingalls (Kansas)
Ingalls – miasto położone w Hrabstwie Gray. Liczba ludności w 2010 roku wynosiła 306.